# Délnyugat-afrikai keskenyszájú orrszarvú
A délnyugat-afrikai keskenyszájú orrszarvú (Diceros bicornis occidentalis) az emlősök (Mammalia) osztályának páratlanujjú patások (Perissodactyla) rendjébe, ezen belül az orrszarvúfélék (Rhinocerotidae) családjába tartozó keskenyszájú orrszarvú (Diceros bicornis) egyik alfaja.

## Rendszertani besorolása
Ezt az alfajt gyakran összetévesztik a közép-afrikai keskenyszájú orrszarvúval (Diceros bicornis minor), valamint a ma már kihalt dél-afrikai keskenyszájú orrszarvúval (Diceros bicornis bicornis). Azonban mindkettőtől különálló alfajt képez.
A holotípus egy 16 hónapos hím egyed volt; ezt 1914-ben, Mr. Müller fogta be élve, Angola és Namíbia határán. Az állatot elszállította a hamburgi állatkertbe, ahol 1916. október 15-én elpusztult. Az elpusztult állat a hamburgi múzeumba került, ahol a csontvázát és bőrét őrzik, a 40056 raktárszám alatt. Ebből 1922-ben, Ludwig Zukowsky leírta az állatot, de nem mint a keskenyszájú orrszarvú egyik alfaját, hanem tévesen, mint egy új orrszarvúfajt, Opsiceros occidentalis.

## Előfordulása
A délnyugat-afrikai keskenyszájú orrszarvú eredeti előfordulási területe Észak-Namíbia és Dél-Angola. Ezt az alfajt betelepítették a Dél-afrikai Köztársaságba is, ahonnan 1850-ben, kiirtották a helybéli alfajt, a dél-afrikai keskenyszájú orrszarvút.
Az orvvadászat a legnagyobb veszélyforrás számára. 2010-ben, 1920 példányáról tudtak, ezekből 55,8% felnőtt volt.

## Megjelenése
Mint minden keskenyszájú orrszarvú alfaj, a délnyugat-afrikai keskenyszájú orrszarvú is megnyúlt és mozgatható felső ajakkal rendelkezik. Ránézésre olyan mint a többi alfaj, a különbséget a szemek mögötti szélesebb koponyarész és a fogazat adja. Egyéb különbségek az egyenesebb hátvonal és a tülkök mérete.

## Életmódja
Az összes alfaj közül ez a legsivatagibb életmódú. A száraz szavannákhoz és a félsivatagokhoz alkalmazkodott. Itt a szívós és durva sivatagi bokrokkal, cserjékkel táplálkozik.

## Fordítás
- Ez a szócikk részben vagy egészben  a   South-western black rhinoceros című angol Wikipédia-szócikk ezen változatának fordításán alapul.  Az eredeti cikk szerkesztőit annak laptörténete sorolja fel. Ez a jelzés csupán a megfogalmazás eredetét és a szerzői jogokat jelzi, nem szolgál a cikkben szereplő információk forrásmegjelöléseként.